# Сент-Кристи
Сент-Кристи́ (фр. Sainte-Christie) — коммуна во Франции, находится в регионе Юг — Пиренеи. Департамент — Жер. Входит в состав кантона Ош-Нор-Уэст. Округ коммуны — Ош.
Код INSEE коммуны — 32368.

## География

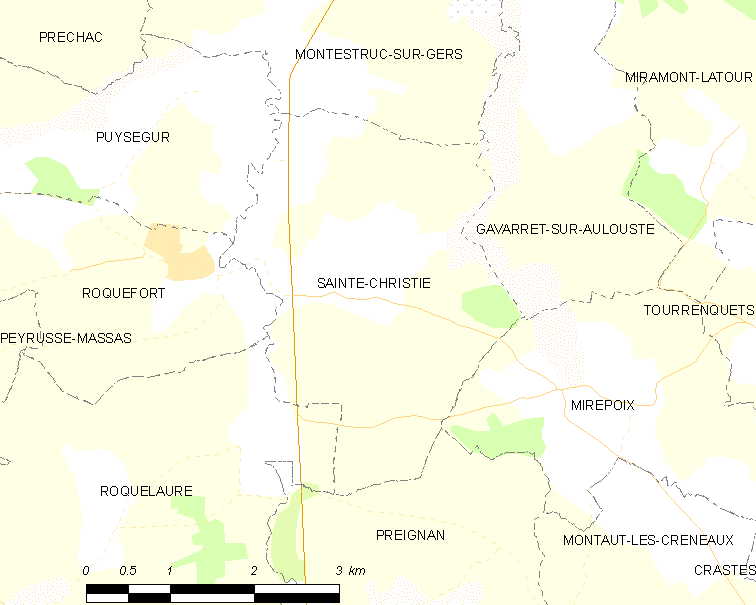
Карта коммуны

Коммуна расположена приблизительно в 590 км к югу от Парижа, в 70 км западнее Тулузы, в 13 км к северу от Оша.
На западе коммуны протекает река Жер.

## Климат
Климат умеренно-океанический. Лето жаркое и немного дождливое, температура часто превышает 35 °С. Зимой часто бывает отрицательная температура и ночные заморозки. Годовое количество осадков — 700—900 мм.

## Население
Население коммуны на 2010 год составляло 566 человек.
| 1962 | 1968 | 1975 | 1982 | 1990 | 1999 | 2010 |
| ---- | ---- | ---- | ---- | ---- | ---- | ---- |
| 393  | 356  | 345  | 325  | 389  | 419  | 566  |

## Администрация
| Период | Период | Фамилия      | Партия | Примечания |
| ------ | ------ | ------------ | ------ | ---------- |
| 2001   | 2020   | Жак Бонмезон |        |            |

## Экономика
В 2010 году среди 361 человека трудоспособного возраста (15—64 лет) 273 были экономически активными, 88 — неактивными (показатель активности — 75,6 %, в 1999 году было 75,2 %). Из 273 активных жителей работали 252 человека (133 мужчины и 119 женщин), безработных было 21 (7 мужчин и 14 женщин). Среди 88 неактивных 32 человека были учениками или студентами, 27 — пенсионерами, 29 были неактивными по другим причинам.